# Сухі ліси Сьєрра-де-ла-Лагуни
Сухі ліси Сьєрра-де-ла-Лагуни (ідентифікатор WWF: NT0227) — неотропічний екорегіон тропічних та субтропічних сухих широколистяних лісів, розташований на півдні Каліфорнійського півострова на північному заході Мексики.

## Географія
Екорегіон сухих лісів Сьєрра-де-ла-Лагуни охоплює середні висоти гірського масиву Сьєрра-де-ла-Лагуна, розташованого на крайньому півдні Каліфорнійського півострова, в штаті Південна Нижня Каліфорнія. Цей масив виник в міоцені як ізольований острів і лише пізніше приєднався до півострова, тому флора регіону досі зберігає "острівний" характер.
Гранітний гірський масив Сьєрра-де-ла-Лагуна порізаний численними долинами і каньйонами та оточений великими плато. Топографічні та геологічні особливості регіону сприяють різноманіттю типів клімату та рослинності у цій області.
На висоті нижче 250 м над рівнем моря, у напівпустельних передгір'ях, сухі ліси Сьєрра-де-ла-Лагуни переходять у склерофітні чагарники Сан-Лукаса, а на висоті понад 800 м над рівнем моря — у більш вологі сосново-дубові ліси Сьєрра-де-ла-Лагуни.

## Клімат
В межах екорегіону переважає напівпустельний клімат (BSh за класифікацією кліматів Кеппена). Середньорічна кількість опадів тут становить менше 500 мм, більшість з яких випадають з серпня по жовтень, коли у Північну Америку приходять мусони. Протягом решти року в регіоні триває сухий сезон.

## Флора
Рослинність екорегіону представлена сухими субтропічними лісами, що складаються з невисоких дерев і чагарників та трав'яного підліску. Багато дерев, що зростають у цих лісах, скидають листя під час тривалого сухого сезону. Враховуючи біологічні та кліматичні умови екорегіону, сухі ліси Сьєрра-де-ла-Лагуна не схожі на сухі ліси, поширені в Сонорі, у континентальній частині Мексики. Зокрема, вони вирізняються меншою вертикальною стратифікацією.
Серед дерев, що переважають у сухих лісах Сьєрра-де-ла-Лагуни, слід відзначити розлоге кебрачо (Lysiloma divaricatum), пало-бланко (Lysiloma candidum), дрібнолисту бурзеру або слонове дерево (Bursera microphylla) та західну альбіцію або пало-зорілло (Hesperalbizia occidentalis). Трав'яний ярус розвинений слабо. Він включає мала-мухер (Cnidoscolus angustidens), колючу айстру (Chloracantha spinosa), різні види пасльонів (Solanum spp.) та ферокактусів (Ferocactus spp.). На берегах струмків та інших водойм зростають ендемічні сан-хосейські пальми (Brahea brandegeei). Загалом в екорегіоні зустрічається 224 види рослин.

## Фауна
Серед поширених в екорегіоні ссавців слід відзначити півострівного чорнохвостого оленя (Odocoileus hemionus peninsulae), північноамериканську пуму (Puma concolor couguar), руду рись (Lynx rufus), койота (Canis latrans), сіру лисицю (Urocyon cinereoargenteus), американського борсука (Taxidea taxus), західного плямистого скунса (Spilogale gracilis), північноамериканську котофредку (Bassariscus astutus) та звичайного ракуна (Procyon lotor). 
Серед дрібних ссавців, поширених в регіоні, слід відзначити великовухого зайця (Lepus californicus), білохвостого піщаного ховраха (Ammospermophilus leucurus), оленячу мишу Гамбела (Peromyscus gambelii), лісового хом'яка Браянта (Neotoma bryanti), пустельну мишу Єви (Peromyscus eva), а також мексиканських довгоносів (Choeronycteris mexicana) та малих довгоносів (Leptonycteris yerbabuenae), які є важливими запилювачами деяких видів рослин. Майже ендемічними представниками екорегіону є півострівні нічниці (Myotis peninsularis). 
Серед поширених в екорегіоні птахів слід відзначити каліфорнійську перепелицю (Callipepla californica), білокрилу зенаїду (Zenaida asiatica), строкатоголового талпакоті (Columbina passerina), неоарктичного канюка (Buteo jamaicensis), віргінського пугача (Bubo virginianus), західну сплюшку (Megascops kennicottii), мексиканського сичика-ельфа (Micrathene whitneyi), аметистовоголову каліпту (Calypte costae), каліфорнійську гілу (Melanerpes uropygialis), каліфорнійську сойку (Aphelocoma californica), чорного феба (Sayornis nigricans), світлочеревого копетона (Myiarchus cinerascens), зеленоспинного віреона (Vireo cassinii), каліфорнійського тауї (Melozone crissalis), рудоголового пінсона (Aimophila ruficeps), золотистого пісняра-лісовика (Setophaga petechia), червоного кардинала (Cardinalis cardinalis), червоногорлого кардинала (Cardinalis sinuatus), пурпурову скригнатку (Passerina versicolor), чорного чубака (Phainopepla nitens), маскового трупіала (Icterus cucullatus), пальмового трупіала (Icterus parisorum), каньйонового орішця (Catherpes mexicanus) та садову чечевицю (Haemorhous mexicanus). Майже ендемічними представниками регіону є чорнолобі колібрі-сапфіри (Basilinna xantusii) та золотисті жовтогорлики (Geothlypis beldingi).
Історично крайній південь Каліфорнійського півострова виступав рефугіумом для багатьох видів, які мігрували сюди з інших регіонів, що зазнавали тривалих геологічних та кліматичних змін. Ізоляція екорегіону призвела до високого ендемізму його флори і фауни. Половина видів плазунів та амфібій Сьєрра-де-ла-Лагуни зустрічаються у сухих лісах, як і 29 із 194 видів птахів та 29 із 40 видів ссавців. Зі 138 видів павуків та колембол, зареєстрованих на півдні Південної Нижньої Каліфорнії, 38 видів або 27 % від загальної кількості зустрічаються в сухих лісах. Понад 10 % видів тварин і рослин, які зустрічаються в горах Сьєрра-де-ла-Лагуни, є ендеміками.

## Збереження
Незважаючи на те, що субтропічні сухі ліси є вразливою екосистемою, що перебуває під загрозою зникнення по всьому світу, значна частина лісів Південної Нижньої Каліфорнії залишається незайманою. Тут не спостерігається помітної фрагментації природного середовища існування, що пов'язано з обмеженим використанням лісових ресурсів.
Оцінка 2017 року показала, що 839 км², або 21 % екорегіону, є заповідними територіями. Основною природоохоронною територією екорегіону є Біосферний заповідник Сьєрра-де-ла-Лагуна, створений в червні 1994 року.